# Saint-Antoine, New Brunswick
Saint-Antoine är en ort i Kanada.   Den ligger i provinsen New Brunswick, i den östra delen av landet, 800 km öster om huvudstaden Ottawa. Saint-Antoine ligger 58 meter över havet och antalet invånare är 1 770.
Terrängen runt Saint-Antoine är huvudsakligen platt. Saint-Antoine ligger uppe på en höjd. Runt Saint-Antoine är det ganska glesbefolkat, med 26 invånare per kvadratkilometer.. Närmaste större samhälle är Bouctouche, 11,7 km norr om Saint-Antoine. 
I omgivningarna runt Saint-Antoine växer i huvudsak blandskog.